# Bruno Koschmider
Bruno Koschmider, född 1926, död 2000 var en tysk entreprenör i Hamburg, Tyskland. Han kontrollerade olika företag, såsom Bambi Kino, vilket var en porrbio. Allan Williams bokade The Beatles (maj 1960) på Koschmiders Indra Club.